# Edmond Puig
Edmond Puig, francoski general, * 1890, † 1964.